# Saison 2005 de l'équipe cycliste Gerolsteiner
L'Équipe cycliste Gerolsteiner participait en 2005 au ProTour nouvellement créé.

## Effectif

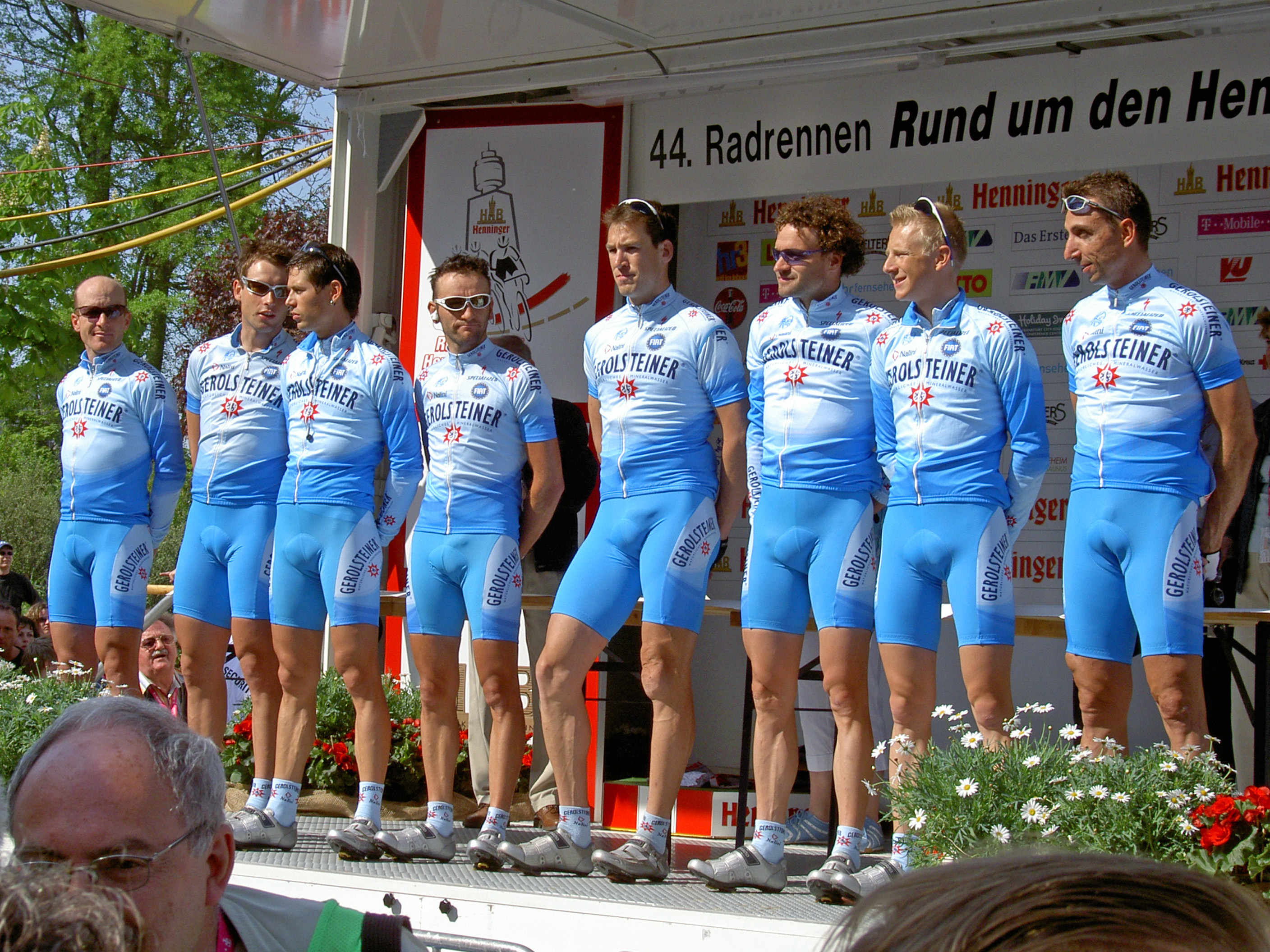
Une partie de l'effectif 2005. On reconnait, de gauche à droite : Levi Leipheimer, Thomas Ziegler, Ronny Scholz, Volker Ordowski, Sven Krauss, Peter Wrolich, Fabian Wegmann, Markus Zberg

| Cycliste          | Date de naissance | Nationalité | Équipe 2004                 |
| ----------------- | ----------------- | ----------- | --------------------------- |
| Robert Förster    | 27.01.1978        | Allemagne   |                             |
| Markus Fothen     | 09.09.1981        | Allemagne   |                             |
| René Haselbacher  | 15.09.1977        | Autriche    |                             |
| Heinrich Haussler | 25.02.1984        | Allemagne   | Lotusan Cottbus (néo-pro)   |
| Frank Høj         | 04.01.1973        | Danemark    | CSC                         |
| Danilo Hondo      | 04.01.1974        | Allemagne   |                             |
| Sven Krauss       | 06.01.1983        | Allemagne   |                             |
| Sebastian Lang    | 15.09.1979        | Allemagne   |                             |
| Levi Leipheimer   | 24.10.1973        | États-Unis  | Rabobank                    |
| Andrea Moletta    | 23.02.1979        | Italie      | Barloworld                  |
| Sven Montgomery   | 10.05.1976        | Suisse      |                             |
| Volker Ordowski   | 09.11.1973        | Allemagne   |                             |
| Uwe Peschel       | 04.11.1968        | Allemagne   |                             |
| Davide Rebellin   | 09.08.1971        | Italie      |                             |
| Michael Rich      | 23.09.1969        | Allemagne   |                             |
| Matthias Russ     | 14.11.1983        | Allemagne   | Hofbräu Stuttgart (néo-pro) |
| Torsten Schmidt   | 18.02.1972        | Allemagne   |                             |
| Ronny Scholz      | 24.04.1978        | Allemagne   |                             |
| Marco Serpellini  | 14.08.1972        | Italie      |                             |
| Marcel Strauss    | 15.08.1976        | Suisse      |                             |
| Georg Totschnig   | 25.05.1971        | Autriche    |                             |
| Fabian Wegmann    | 20.06.1980        | Allemagne   |                             |
| Peter Wrolich     | 30.05.1974        | Autriche    |                             |
| Beat Zberg        | 10.05.1971        | Suisse      |                             |
| Markus Zberg      | 27.06.1974        | Suisse      |                             |
| Thomas Ziegler    | 24.11.1980        | Allemagne   |                             |

## Victoires
Victoires sur le ProTour
| Date       | Course                                  | Pays      | Classe | Vainqueur           |
| ---------- | --------------------------------------- | --------- | ------ | ------------------- |
| 19/06/2005 | Contre-la-montre par équipes du ProTour | Pays-Bas  | PT     | Équipe Gerolsteiner |
| 16/07/2005 | 14e étape du Tour de France             | France    | PT     | Georg Totschnig     |
| 18/08/2005 | 4e étape du Tour d'Allemagne            | Allemagne | PT     | Levi Leipheimer     |
| 23/08/2005 | Classement général du Tour d'Allemagne  | Allemagne | PT     | Levi Leipheimer     |
| 16/09/2005 | 19e étape du Tour d'Espagne             | Espagne   | PT     | Heinrich Haussler   |
| 16/09/2005 | 5e étape du Tour de Pologne             | Pologne   | PT     | Fabian Wegmann      |

Victoires sur les Circuits continentaux
| Date       | Course                                           | Pays       | Classe | Vainqueur       |
| ---------- | ------------------------------------------------ | ---------- | ------ | --------------- |
| 02/03/2005 | 1re étape du Tour de Murcie                      | Espagne    |        | Danilo Hondo    |
| 03/03/2005 | 2e étape du Tour de Murcie                       | Espagne    |        | Danilo Hondo    |
| 20/04/2005 | 2e étape du Tour de Géorgie                      | États-Unis |        | Peter Wrolich   |
| 23/04/2005 | 4e étape du Tour de Basse-Saxe                   | Allemagne  |        | Robert Förster  |
| 29/05/2005 | Classement général du Tour de Bavière            | Allemagne  |        | Michael Rich    |
| 04/06/2005 | Grand Prix de la Forêt-Noire                     | Allemagne  |        | Fabian Wegmann  |
| 16/06/2005 | 2e étape du Ster Elektrotoer                     | Allemagne  |        | Michael Rich    |
| 21/07/2005 | 2e étape du Tour de Saxe                         | Allemagne  |        | Thomas Ziegler  |
| 22/07/2005 | 1re étape du Brixia Tour                         | Italie     |        | Davide Rebellin |
| 13/08/2005 | 4e étape du Regio-Tour                           | Allemagne  |        | Tony Martin     |
| 14/08/2005 | 5e étape du Regio-Tour                           | Allemagne  |        | Sven Krauss     |
| 03/09/2005 | 4e étape B du Tour de Hesse                      | Allemagne  |        | Michael Rich    |
| 04/09/2005 | 5e étape du Tour de Hesse                        | Allemagne  |        | Sebastian Lang  |
| 04/09/2005 | Classement général du Tour de Rhénanie-Palatinat | Allemagne  |        | Michael Rich    |
| 11/09/2005 | Tour de Nuremberg                                | Allemagne  |        | Ronny Scholz    |
| 01/10/2005 | 3e étape du Circuit franco-belge                 | Belgique   |        | Frank Høj       |

Championnats nationaux
| Date       | Course                                      | Pays      | Classe | Vainqueur    |
| ---------- | ------------------------------------------- | --------- | ------ | ------------ |
| 24/06/2005 | Championnat d'Allemagne du contre-la-montre | Allemagne | CN     | Michael Rich |

## Classements UCI ProTour

### Individuel
| Rang | Coureur           | Points |
| ---- | ----------------- | ------ |
| 3    | Davide Rebellin   | 151    |
| 7    | Levi Leipheimer   | 131    |
| 58   | Georg Totschnig   | 38     |
| 93   | Fabian Wegmann    | 22     |
| 94   | Markus Zberg      | 21     |
| 103  | Peter Wrolich     | 17     |
| 107  | Beat Zberg        | 15     |
| 114  | Markus Fothen     | 13     |
| 119  | Heinrich Haussler | 11     |
| 136  | René Haselbacher  | 5      |
| 147  | Robert Förster    | 3      |

### Équipe
L'équipe Gerolsteiner a terminé à la 6e place avec 303 points.